# Симулятор свиданий
Симулятор свиданий или дейт-сим (от англ. dating simulation) — жанр компьютерных игр, в котором целью игрока является добиться успеха в романтических отношениях с другими персонажами. Как правило, симуляторы свиданий предоставляют игроку широкий выбор персонажей, с которыми игрок может завязать отношения. В случае благосклонности персонажа свидание может заканчиваться сценой этти. Игровой процесс состоит из прочтения диалогов между персонажами и выбором одного из нескольких вариантов ответа, каждый из которых может повлиять на развитие взаимоотношений между ними.
Возникновение жанра произошло в 1992 году в Японии и тесно связано с романтическими аниме. Часто это либо игра, по которой затем снято аниме, либо игра, которая сама сделана по мотивам аниме. Также встречаются такие обозначения этого жанра, как «бисёдзё гейм» (яп. 美少女ゲーム бисё:дзё гэ:му), «романтическая адвенча» (яп. 恋愛アドベンチャー рэнъай адобэнтя:, букв. «романтические приключения»), «романтический симулятор» (яп. 恋愛シミュレーションゲーム рэнъай си:мюрэ:сён гэ:му). Определение «бисёдзё гейм» может также трактоваться в более широком смысле: как название любых аниме-игр, независимо от их геймплея.
Существует тенденция называть термином визуальный роман игры с упрощённым геймплеем с минимальным участием игрока, который не столько играет, сколько смотрит аниме или читает мангу, имеющую компьютерный интерфейс, в противоположность более полноценному участию игрока в симуляторе свиданий.

## Игровой процесс

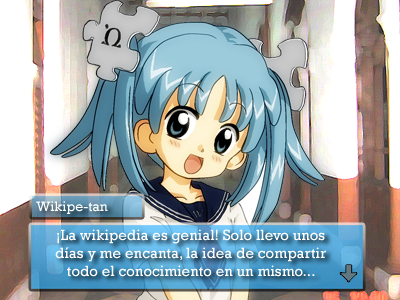
Иллюстрация игрового процесса симуляторов свиданий с участием Википе-тан

Подобно сюжету и стилю рисунка в аниме или манге, дизайн и геймплей в дэйтсимах сильно зависит от целевой аудитории игры, от предполагаемого пола, возраста и социальной группы игрока.
Сюжет таких игр обычно несложен. Действие разворачивается в школе или другом учебном заведении, но часто встречаются игры и в жанре фэнтези (где вы будете спасать девушек от чудовищ), даже экономические симуляторы, как Harvest Moon — симулятор фермы с элементами dating sim.

### Женская аудитория
Характерной особенностью игрового дизайна в симуляторе свиданий, предназначенном для девушек, является обилие цветов, как в качестве заднего фона, так в элементах оформления игрового экрана — рамках, кнопках, полосах прокрутки и т. п.
Популярность симуляторов свидания порой находит необычное отражение в аниме, так например в Ouran High School Host Club часто встречается стилизация ключевых сцен под женский симулятор свиданий с обилием цветов и прочей атрибутики. Что любопытно, впоследствии вышла игра с одноимённым названием, сделанная по тому же самому аниме.

### Мужская аудитория
Классическим представителем этого жанра является игра True Love. В этой игре главный герой является учащимся старших классов школы Мэй-ай, который ведёт вполне обычную школьную жизнь и между занятиями знакомится с девушками, а заодно пытается добиться ответных чувств от любимой учительницы. При этом каждая девушка имеет свои собственные интересы и предпочтения, например, одним важна красивая внешность, другим — успехи в учёбе, третьим — «спортивность» и так далее. Игрок имеет несколько характеристик, которые он может прокачивать, например, занимаясь спортом. Это является основным признаком жанра компьютерной ролевой игры, но, в отличие от большинства ролевых игр, прокачивание характеристик делается не для битв с монстрами, а для привлечения девушек.

## История
В 1992 году игра Dokyusei (яп. 同級生, «Одноклассники») установила сохранившийся по сей день формат игр этого жанра. Как правило, игрок управляет мужчиной, окруженным женскими персонажами. От вас требуется выбрать подходящую девушку и попытаться усилить её «любовный настрой», выбирая нужные ответы в диалогах. Игра длится какое-то определённое время, например месяц или три года, и если в конце концов вам не удалось покорить ни одну девушку, то вы проигрываете. Символом победы обычно является секс с выбранной девушкой. Такой подход позволяет повысить «реиграбельность»: игрок снова и снова проходит одну и ту же игру, каждый раз выбирая новых девушек и получая новые варианты концовок.

## Классические представители жанра
Многие популярные игры позднее экранизируются, обычно как аниме-сериалы.
- True Love
- Dokyusei
- Uta no Prince-sama
  - Kyokyusei
- Tokimeki memorial